# Euplectus tholini
Euplectus tholini är en skalbaggsart som beskrevs av Guillebeau 1888. Euplectus tholini ingår i släktet Euplectus, och familjen kortvingar. Enligt den svenska rödlistan är arten sårbar i Sverige. Arten förekommer på Gotland och Götaland. Artens livsmiljö är skogslandskap.